# Plistarc de Macedònia
Plistarc o Pleistarc  (en llatí Pleistarchus, en grec antic Πλείσταρχος) fou fill d'Antípater i germà de Cassandre de Macedònia. Va viure al segle IV aC.
Se'l menciona per primer cop l'any 313 aC quan el seu germà el va enviar per assolir el govern de Calcis per fer front a Ptolemeu quan el mateix Cassandre va haver de tornar a Macedònia per defensar el tron, segons Diodor de Sicília.
El 302 aC quan es va formar la gran coalició contra Antígon el Borni, el seu germà va enviar a Plistarc, amb un exèrcit de dotze mil infants i 500 cavallers, per unir-se a Lisímac de Tràcia; com que l'Hel·lespont estava sota control de Demetri Poliorcetes, fill d'Antígon, Plistarc va intentar el transport de les seves forces des de Odessos a Heraclea del Pont, però va perdre una gran part de les seves naus en la travessia degut a una tempesta, i alguns vaixells van ser capturats per l'enemic. Plistarc va escapar per poc del naufragi.
Malgrat la desgràcia, sembla que va prestar un servei eficient i més tard va ajudar a la batalla d'Ipsos (301 aC) per la qual cosa va ser recompensat amb el govern de la província de Cilícia, com a govern independent. No va gaudir del seu domini gaire temps i el 300 aC en va ser expulsat per Demetri que no va trobar gairebé oposició, diu Plutarc.
Va tornar amb el seu germà Cassandre i ja no se'n sap res més. Pausànias diu que va ser derrotat pels atenesos en una acció on comandava la cavalleria auxiliar de Cassandre, però s'ignora quan va succeir. Podria ser el Plistarc a qui el metge Diocles Caristi va dedicar un llibre que Ateneu de Nàucratis menciona diverses vegades amb el nom de τα προς Πλεισταρχον Υγιεινα (Per la bona salut de Plistarc).